# 118. poljska artilerijska brigada (ZDA)
118. poljska artilerijska brigada (izvirno angleško 118th Field Artillery Brigade) je bila poljska artilerijska brigada Kopenske vojske Združenih držav Amerike.